# Yahya Rahim Safavi
Sayyid Yahya "Rahim" Safavi (en persa: سید یحیى (رحیم) صفوی‎, Isfahán, 1952) es un militar iraní. Fue Comandante en jefe de los Cuerpos de la Guardia Revolucionaria Islámica (CGRI) entre 1997 y 2007.

## Biografía
Safavi nació en 1952 en la ciudad de Isfahán, capital de la provincia de Isfahán.

## Carrera
Safavi fue uno de los líderes de la Guerra entre Irán e Irak. Durante la Invasion estadounidense de Afganistán, jugó un papel clave en el levantamiento en Herat, en noviembre de 2001, cuando tropas de Estados Unidos, Irán y de la  Alianza del Norte lucharon contra los Talibanes.
Comandante adjunto de la Cuerpos de la Guardia Revolucionaria Islámica hasta 1997, cuando fue nombrado su comandante en jefe, en sustitución de Mohsen Rezaee.
Fue sustituido como comandante de la IRGC por Mohammad Ali Jafari, exdirector de los centros de Estudios Estratégicos de la IRGC el 1 de septiembre de 2007. A continuación, fue nombrado por el Líder Supremo, Ali Jamenei como asesor militar personal.

## Congelación de activos
El 24 de diciembre de 2006, el Departamento del Tesoro estadounidense incluyó a Rahim Safavi en las Naciones Unidas del Consejo de Seguridad de la Resolución 1737 pidiendo sus bienes (entre otros) para ser congelados debido a la presunta participación en programas de energía nuclear y de misiles balísticos.